# Samantha Bond
Samantha Bond (Kensington, 27 november 1961) is een Britse actrice. Ze is onder het grote publiek vooral bekend door haar rol als Miss Moneypenny in de vier James Bondfilms met Pierce Brosnan. Ze speelde in het Britse kostuumdrama Downton Abbey en in de erop volgende film Downton Abbey: A New Era de rol van Lady Rosamund Painswick. Als stemactrice heeft ze de stem van Emma in Evil Genius 2: World Domination ingesproken.

## Beknopte filmografie
- GoldenEye (1995)
- Tomorrow Never Dies (1997)
- The World Is Not Enough (1999)
- Die Another Day (2002)
- Downton Abbey: A New Era (2022)
- Hounded (2022)